# Jesse Price

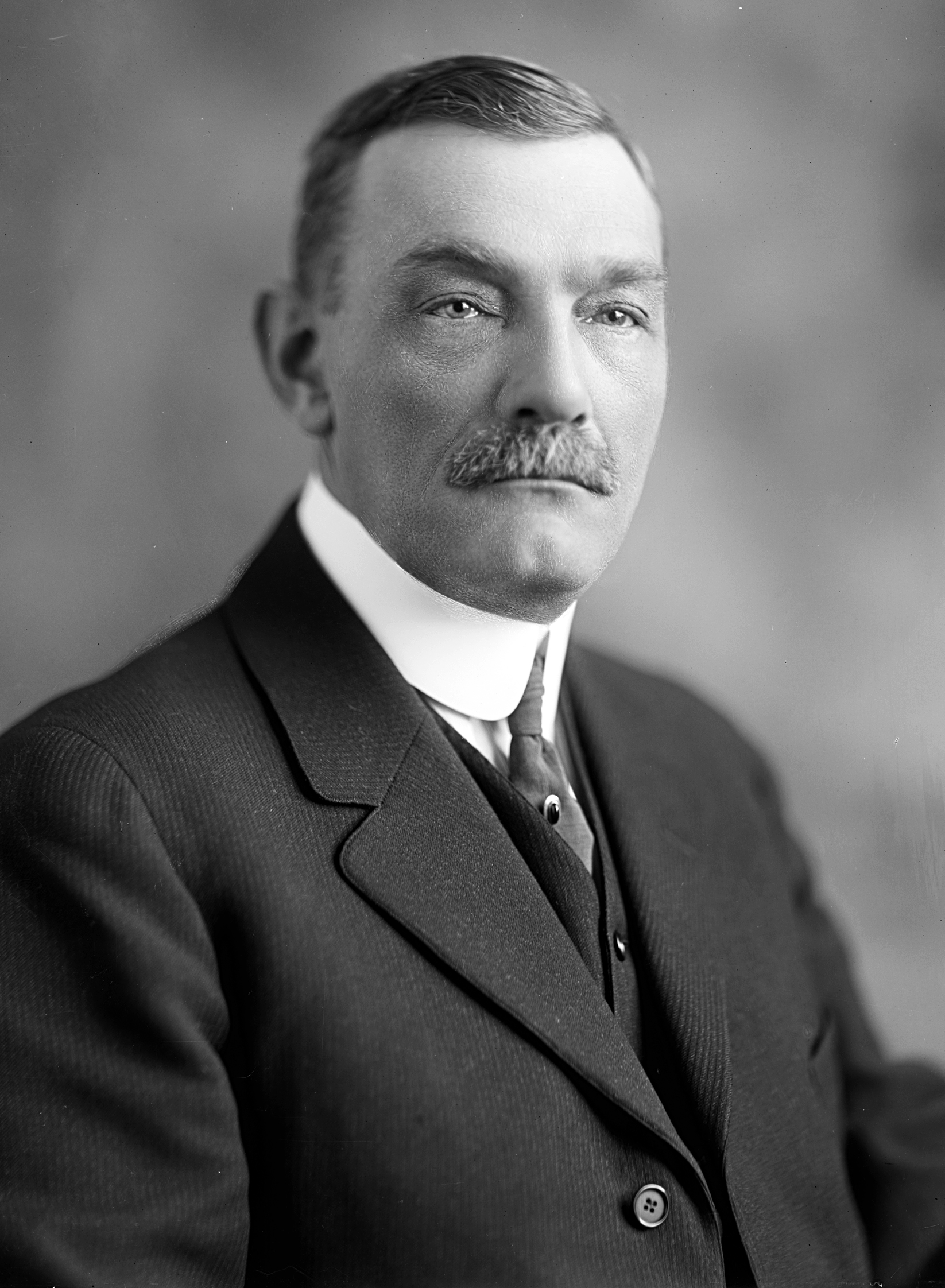
Jesse Price

Jesse Dashiel Price (* 15. August 1863 in Whitehaven, Wicomico County, Maryland; † 14. Mai 1939 in Ocean City, Maryland) war ein US-amerikanischer Politiker. Zwischen 1914 und 1919 vertrat er den Bundesstaat Maryland im US-Repräsentantenhaus.

## Werdegang
Jesse Price besuchte die öffentlichen Schulen seiner Heimat und arbeitete danach im Handel und im Handwerk sowie im Bankgewerbe. Gleichzeitig schlug er als Mitglied der Demokratischen Partei eine politische Laufbahn ein. Im Jahr 1903 wurde er Mitglied im Stadtrat von Salisbury; von 1903 bis 1907 fungierte er als Kämmerer im Wicomico County. Danach war er zwischen 1908 und 1914 Mitglied und seit 1912 Präsident des Senats von Maryland. Damit war er nach der damaligen Verfassung ex officio Vizegouverneur seines Staates.
Nach dem Rücktritt des Abgeordneten James Harry Covington wurde Price bei der fälligen Nachwahl für den ersten Sitz von Maryland als dessen Nachfolger in das US-Repräsentantenhaus in Washington, D.C. gewählt, wo er am 14. November 1914 sein neues Mandat antrat. Nach zwei Wiederwahlen konnte er bis zum 3. März 1919 im Kongress verbleiben. In seine Zeit im Kongress fiel der Erste Weltkrieg. Im Jahr 1918 unterlag Price dem Republikaner William Noble Andrews.
Nach dem Ende seiner Zeit im US-Repräsentantenhaus nahm Price seine früheren Tätigkeiten wieder auf. Zwischen 1923 und 1935 war er Mitglied der Steuerkommission seines Staates. Er starb am 14. Mai 1939 in Ocean City und wurde in Salisbury beigesetzt.